# Pianello del Lario
Pianello del Lario là một đô thị ở tỉnh Como trong vùng Lombardia, có cự ly khoảng 70 km về phía bắc của Milano và khoảng 35 km về phía đông bắc của Como. Tại thời điểm ngày 31 tháng 12 năm 2004, đô thị này có dân số 1.044 người và diện tích là 9,8 km².
Đô thị Pianello del Lario có các frazioni (các đơn vị trực thuộc, chủ yếu là các làng) Calozzo, Belmonte, Crotti, Bellera, Tre terre, Maggiana, S. Anna, Riva, Mianico, Saliana, Camlago, và Garuso.
Pianello del Lario giáp các đô thị: Colico, Cremia, Dervio, Dongo, Dorio, Garzeno, Musso.